# Konsulat Generalny Rzeczypospolitej Polskiej w Hongkongu
Konsulat Generalny Rzeczypospolitej Polskiej w Hongkongu (ang. Consulate General of the Republic of Poland in Hongkong, chiń. 波兰共和国驻香港总领事馆) – polska misja konsularna utworzona w 1991 r., obejmująca Hongkong i Makao.

## Siedziba
Początkowo biura konsulatu zlokalizowane były w dzielnicy Admirality, w biurowcu Pacific Place I. Od 2004 r. siedziba konsulatu znajduje się w 64-piętrowym biurowcu Hopewell Center, w jednej z centralnych dzielnic Hongkongu - Wan Chai

## Zakres działalności Konsulatu
Ze względu na autonomię Hongkongu w ramach zasady ”jeden kraj - dwa systemy” oraz znaczną odmienność lokalnych przepisów Hongkongu w stosunku do Chin kontynentalnych (w tym dotyczących wjazdu i pobytu), oprócz standardowych czynności konsularnych Konsulat realizuje zadania rozszerzone oraz z zakresu promocji gospodarczej i kulturalnej, a także zadania traktatowe (Hongkong posiada autonomię w zawieraniu umów międzynarodowych w dziedzinach innych niż bezpieczeństwo i polityka zagraniczna). Od 2024 r. Konsulat organizuje sobotnie zajęcia j. polskiego dla dzieci w wieku wczesnoszkolnym i przedszkolnym (od 4 do 12 lat). Zapisy przyjmowane są w Konsulacie.

## Okręg konsularny
Okręg konsularny Konsulatu Generalnego RP w Hongkongu obejmuje:
- Specjalny Region Administracyjny Hongkong;
- Specjalny Region Administracyjny Makau.

## Kierownicy placówki
- 1992–1997 – Krzysztof Ciebień
- 1997–2001 – Agnieszka Łobacz
- 2001–2004 – Mirosław Gajewski
- 2004–2009 – Ryszard Potocki(inne języki)
- 2009–2014 – Przemysław Jenke(inne języki)[2]
- 2014–2019 – Mirosław Adamczyk
- 2019–2023 – Aleksander Dańda
- od 20 września 2023 – Michał Kołodziejski